# Tên lửa đẩy Nova

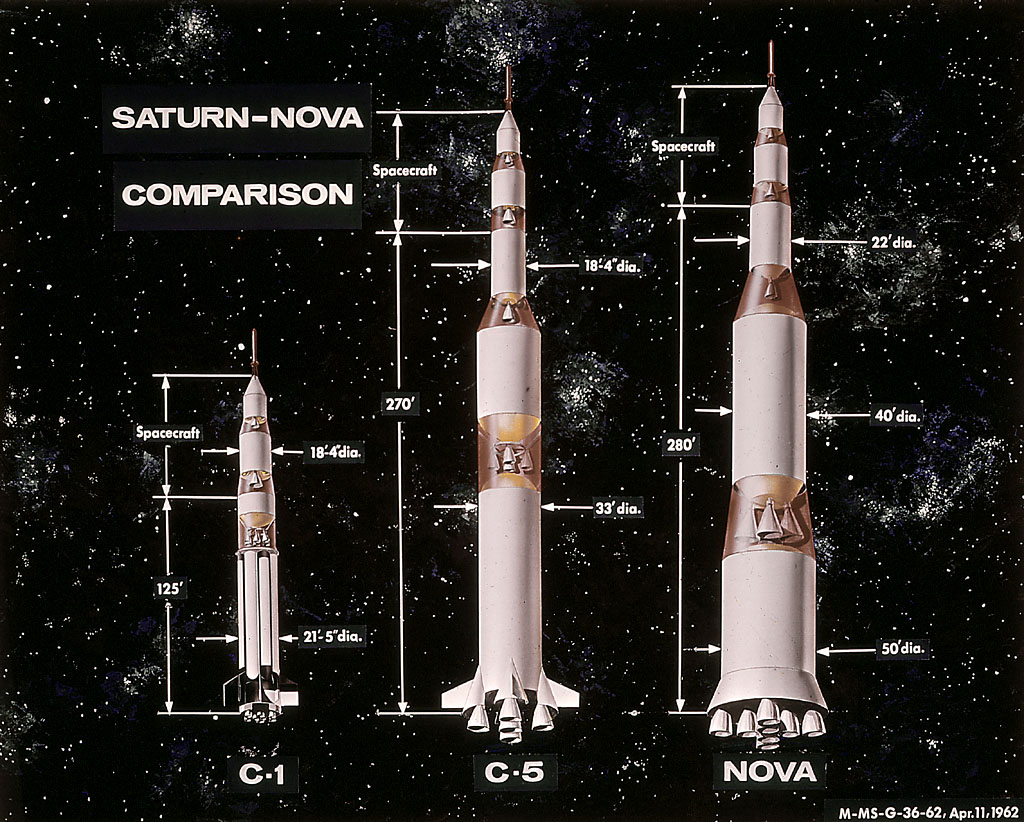
So sánh các cấu hình tên lửa, tháng 4 năm 1962, từ trái sang phải là tên lửa Saturn I, Saturn V và "Nova C8". (Mỗi cấu hình đều bao gồm một tầng đẩy bổ sung, mà đã bị loại bỏ trên tên lửa Saturn I và sau đó được thay bằng Lunar Module Adapter trên phiên bản Saturn IB và Saturn V.)

Nova là một dòng tên lửa do NASA phát triển trong giai đoạn trước và sau khi tên lửa đẩy Saturn V được Mỹ sử dụng trong chương trình Apollo. Nova là tên lửa đẩy đầu tiên do NASA đề xuất vào năm 1958 để thực hiện sứ mệnh đưa người lên Mặt trăng. Tên lửa Nova và Saturn V có thiết kế tương tự nhau, cả về lực đẩy, kích thước, và cách hoạt động. Sự khác biệt giữa hai loại tên lửa là nhỏ nhưng cuối cùng tên lửa Saturn V đã được lựa chọn cho chương trình Apollo.
Trong các nghiên cứu được tiến hành về sứ mệnh đưa người lên Mặt trăng vào cuối những năm 1960s, các nhà khoa học đã cân nhắc tới việc thiết kế một tên lửa có khả năng đưa con người du hành đến sao Hỏa, để làm được điều đó thì cần tới các tên lửa đẩy lớn hơn tên lửa Saturn V trong chương trình Apollo, và dẫn đến thiết kế tên lửa đẩy mới trang bị 8 động cơ Rocketdyne F-1. Loại tên lửa mới được đặt tên là Nova C-8 (hoặc Saturn MLV). Về bản chất tên lửa Nova có thiết kế không khác biệt nhiều so với tên lửa Saturn V mà chỉ là một thiết kế tên lửa có cỡ lớn hơn. NASA đã đặt tên cho tên lửa đẩy cỡ lớn với lực đẩy trong khoảng 10 đến 20 triệu pound là Nova trong những năm đầu 1960.

## Cho sứ mệnh Mặt trăng
Tên lửa Nova bắt đầu được NASA phát triển vào năm 1958. Chương trình đã đi đến một vài thiết kế tên lửa, trong đó thiết kế nhỏ nhất sẽ có bốn động cơ F-1 ở tầng đẩy dưới, và các động cơ J-2 ở tầng đẩy trên. Tên lửa này sẽ có khả năng đưa được tải trọng 24 tấn lên quỹ đạo phóng chuyển tiếp Mặt trăng. Những thiết kế tên lửa này đã được trình lên Tổng thống Dwight D. Eisenhower vào ngày 27 tháng 1 năm 1959.
Thiết kế của Nova không phải là thiết kế tên lửa cho sứ mệnh bay lên Mặt trăng duy nhất vào thời điểm đó. Không quân Mỹ vào thời điểm đó cũng đang phát triển chương trình Lunex, trong đó thiết kế một tên lửa đẩy hạng nặng sử dụng một cụm các tên lửa nhiên liệu rắn làm tầng đẩy khởi tốc, và các tầng đẩy bên trên sử dụng động cơ J-2 hoặc M-1 nhiên liệu Hydro lỏng. Trong khi đó, tại trung tâm nghiên cứu của Lục quân Mỹ đặt tại Redstone Arsenal, Wernher von Braun cũng đang phát triển thiết kế tên lửa "Juno V", sử dụng các động cơ của tên lửa Jupiter and Redstone, tầng 2 tên lửa sử dụng tên lửa HGM-25A Titan I.
Vào năm 1959 Lục quân Mỹ quyết định sẽ không dành thời gian phát triển các tên lửa đẩy cỡ lớn, do không có nhu cầu, và chuyển đội ngũ thiết kế của von Braun cho NASA. NASA do đó đã sở hữu 2 thiết kế tên lửa cỡ lớn, là tên lửa Nova do chính NASA phát triển, cùng với tên lửa Saturn do Braun thiết kế. Hai năm tiếp theo, sự cạnh tranh giữa NASA và Không quân Mỹ trong phát triển tên lửa đẩy Mặt trăng vẫn tiếp tục, nhưng sau khi Tổng thống John F. Kennedy đưa ra lời kêu gọi phải đưa được người lên Mặt trăng trước khi kết thúc thập niên 60, NASA đã được tiếp quản toàn bộ chương trình và dự án phát triển tên lửa Lunex bị hủy bỏ.
Ban đầu, NASA đã thiết kế tên lửa đẩy Nova theo phương án đưa tàu vũ trụ bay thẳng lên Mặt trăng, theo đó sẽ sử dụng một con tàu vũ trụ lớn có năng đậu trong quỹ đạo của Trái đất. Von Braun muốn sử dụng cấu hình tàu vũ trụ có khả năng lắp ghép trên quỹ đạo Trái đất, do đó sẽ giảm yêu cầu về tải trọng của tên lửa đẩy trong mỗi lần phóng. Tuy nhiên, theo như nghiên cứu đã chỉ ra rằng, hệ thống tàu vũ trụ cần để bay lên Mặt trăng sẽ nặng hơn rất nhiều so với dự tính ban đầu. Thiết kế tên lửa đẩy NOVA lúc đó không đủ khả năng để đưa một tàu vũ trụ cỡ lớn bay thẳng lên Mặt trăng, trong khi đó tên lửa đẩy Saturn sẽ cần tới 15 lần phóng mới đưa được toàn bộ các bộ phận tàu vũ trụ và nhiên liệu lên quỹ đạo để lắp ghép. Do đó NASA phải thiết kế lại cả hai loại tên lửa.
Nova vẫn là loại tên lửa đẩy phục vụ cho phương án bay thẳng lên Mặt trăng, cũng là phương án mà yêu cầu tên lửa đẩy phải có tải trọng lớn nhất. Thiết kế tên lửa đẩy sử dụng 8 động cơ F-1 ở tầng đẩy 1, với khả năng mang được tải trọng nặng 68 tấn lên quỹ đạo chuyển tiếp Mặt Trăng. Các thiết kế khác trong dòng tên lửa này sẽ thay thế các động cơ F1 bằng động cơ nhiên liệu rắn cỡ lớn, trong khi đó, động cơ tên lửa hạt nhân cũng được nghiên cứu để sử dụng trên các tầng đẩy bên trên. Tải trọng Lunar của các tên lửa nằm trong khoảng từ 48 đến 75 tấn.
Các nâng cấp trên tên lửa Saturn cũng được thực hiện. Thiết kế ban đầu tên lửa Saturn của tiến sĩ von Braun giờ được định danh là model A-1, trong khi model A-2 thay thế tên lửa Titan bằng tên lửa Jupiter. Model B-1 với khả năng mang tải trọng còn cao hơn nữa, sẽ sử dụng một cụm các tên lửa Titan làm tầng đẩy thứ 2, thiết kế phần còn lại của tên lửa sẽ giữ nguyên như thiết kế của model A-1. Von Braun cũng đề xuất thiết kế tên lửa Saturn dòng "C", sử dụng các động cơ tên lửa mới. C-1 tương tự như A-1, nhưng sẽ sử dụng tầng đẩy bên trên mới, với các động cơ của tên lửa Titan, trong khi C-2 sử dụng các động cơ J-2. C-3 đến C-5 cũng sử dụng động cơ J-2 ở tầng đẩy bên trên, nhưng tầng đẩy 1 sẽ sử dụng 3, 4 hoặc 5 động cơ F-1 (đây là lý do cho tên gọi C-3,4,5). Tiến sĩ von Braun vẫn muốn sử dụng nhiều tên lửa đưa các bộ phận của tàu vũ trụ lên quỹ đạo Trái đất rồi tiến hành lắp ráp lại, tuy nhiên lần này ông chỉ cần hai lần phóng tên lửa Saturn C-3.
Cuộc tranh luận về các cách tiếp cận Mặt trăng nổ ra vào năm 1961, và giải pháp được đưa ra đã nằm ngoài dự đoán của cả NASA và von Braun. Thay vì bay thẳng và hạ cánh trực tiếp lên bề mặt của Mặt trăng như cách tiếp cận của NASA hay lắp ghép tàu vũ trụ trên quỹ đạo Trái đất như cách của von Braun, các kỹ sư đã đưa ra giải pháp thứ 3, là quỹ đạo điểm hẹn Mặt trăng (LOR). Phương pháp LOR có yêu cầu về tải trọng Mặt trăng nằm khoảng giữa tải trọng của tên lửa đẩy Saturn C-3 và Nova 8L. Theo đó tên lửa đẩy phải có khả năng đưa khoảng 200.000 pound (91.000 kg) lên quỹ đạo Trái đất tầm thấp (LEO), và tên lửa đẩy Saturn C-5 sẽ là câu trả lời tốt nhất cho mức tải trọng này. Tên lửa phiên bản C-2 vẫn được chế tạo với mục đích thử nghiệm hệ thống, trước khi tên lửa đẩy C-5 sẵn sàng. Yếu tố tiên quyết để lựa chọn tên lửa Saturn thay vì tên lửa Nova là tên lửa Saturn C-5 có thể được chế tạo tại các nhà máy có sẵn ở ngoại ô New Orleans, sau này là Michoud Assembly Facility, trong khi để chế tạo tên lửa Nova sẽ cần phải xây dựng thêm các nhà máy mới.
Các nghiên cứu trên dòng tên lửa Nova vẫn tiếp tục đến năm 1962, với vai trò là tên lửa dự bị cho Saturn.

## Tên lửa sao Hỏa
Trong khi chương trình Apollo vẫn đang diễn ra, các nhà thiết kế tên lửa của NASA đã bắt đầu nghĩ đến mục tiêu tiếp theo sau khi thực hiện thành công sứ mệnh Mặt trăng, hiển nhiên, mục tiêu tiếp theo sẽ là sứ mệnh đưa người lên sao Hỏa. Tải trọng của Saturn V quá nhỏ để thực hiện sứ mệnh này, và dòng tên lửa Nova thế hệ tiếp theo được nghiên cứu với khả năng mang được tải trọng tới 1.296.000 pound (588.000 kg) lên quỹ đạo Trái đất tầm thấp LEO. Không giống như dòng tên lửa Nova nguyên bản vốn được thiết kế bởi NASA, dòng tên lửa Nova mới được nghiên cứu theo hợp đồng ký kết với các công ty hàng không vũ trụ lớn của Mỹ mà trước đó không thực hiện hợp đồng liên quan đến chương trình Apollo. Các công ty này bao gồm General Dynamics và Martin Marietta. Philip Bono tại Douglas Aircraft cũng đề xuất thiết kế của mình cho chương trình tên lửa Nova thế hệ 2.
Tất cả các công ty kể trên đã gửi nhiều bản thiết kế khác nhau. Phần lớn dựa trên các thiết kế có sẵn. Ví dụ, tên lửa 1B, thiết kế nhỏ nhất của Martin, đã sử dụng 14 động cơ F-1 trên tầng đẩy thứ nhất và có tải trọng lên quỹ đạo LEO khoảng 662.000 pound (300.000 kg). Martin Marietta cũng đồng thời đề xuất các thiết kế "tiên tiến" hơn, sử dụng các công nghệ mới (chưa được phát triển), trong đó có sử dụng động cơ aerospike. Cấu hình Nova C8 gần giống với cấu hình tên lửa "Saturn C-8" được đề xuất; chúng chỉ khác nhau ở động cơ trang bị trên các tầng đẩy và cách bố trí cánh trên tầng đẩy 1.
Tuy nhiên ngay sau khi các thiết kế cho dòng tên lửa Nova mới được đệ trình, gần như chắc chắn dòng vốn đầu tư cho NASA thời kỳ hậu chương trình Apollo sẽ bị cắt giảm, và NASA đã phải bỏ dở chương trình NOVA vào năm 1964.

### Đặc tính kỹ thuật Nova C8
|                     | Tầng 1                      | Tầng 2                    | Tầng 3                  |
| ------------------- | --------------------------- | ------------------------- | ----------------------- |
| Chiều dài           | 48.8 m                      | 42.7 m                    | 17.8 m                  |
| Đường kính          | 12.2 m                      | 10.1 m                    | 6.6 m                   |
| Khối lượng cất cánh | 3,600,000 kg (8,000,000 lb) | 771,000 kg (1,700,000 lb) | 120,000 kg (264,500 lb) |
| Khối lượng rỗng     | 181,400 kg (400,000 lb)     | 63,500 kg (140,000 lb)    | 13,310 kg (29,350 lb)   |
| Số động cơ          | 8 x F-1                     | 8 x J-2                   | 1 x J-2                 |
| Lực đẩy             | 61,925 kN (13,920,000 lbf)  | 8,265 kN (1,860,000 lbf)  | 1,032 kN (232,000 lbf)  |
| Isp                 | 304 s (2.98 kN·s/kg)        | 425 s (4.17 kN·s/kg)      | 425 s (4.17 kN·s/kg)    |
| Thời gian kích hoạt | 157 s                       | 338 s                     | 473 s                   |
| Nhiên liệu          | Lox/Kerosene                | Lox/LH2                   | Lox/LH2                 |